# 婚禮冤家
是一部2018年美國浪漫喜劇電影，由維克多·萊文執導和編劇，其主演包括薇諾娜·瑞德及基努·李維。該片於2018年8月31日由Regatta在美國發布。

## 劇情
琳賽（薇諾娜·瑞德飾演）和法蘭克（基努·李維飾演）是兩位在加利福尼亞州帕索羅布爾斯參加共同朋友婚禮的陌生人。在那裡，兩人爆發了對彼此和他們的朋友的不滿。

## 演員
- 基努·李維 飾演 法蘭克
- 薇諾娜·瑞德 飾演 琳賽

## 製作
主要拍攝於2017年8月在加利福尼亞州中部進行。

## 發行
2017年11月，Rowing Pictures收購了美國電影的發行權，並以其帆船賽旗幟發行。在美國，該片於2018年8月31日上映。

## 反響
這部電影大多收到了不同的評論。在評論聚合網站爛番茄，該影片的評級為48％，基於52條評論，平均評分為5.7 / 10。
《洛杉磯時報》的Micheal Rechtshaffen稱這部電影稱其為“頑固不動的86分鐘感覺更長時間。《紐約時報》的Jeanette Catsoulis對電影“酷刑”進行了評論，並稱“這部可能是浪漫的喜劇是光柵看起來很便宜，看起來很強大：它還將兩個經驗豐富，討人喜歡的演員變成了你想要在演唱會之前扼殺的角色。《娛樂周刊》的Leah Greenblatt給了影片一個C +說劇本”來了就像一個rom-com David Mamet貨運列車；它的口頭轉彎被如此瘋狂地覆蓋，以至於所有演員真正做到的就是抓住車輪，通過大量的對話。
更為積極的是，Indiewiregave的Kate Erbland在電影中寫道：“也許這就是墜入愛河的情況，現在是時候rom-coms有像這樣的奇怪的空間了。《衛報》的本傑明·李給了五分之三的影片承認“一些對話確實會被覆蓋......有足夠的機智和精心觀察的迂腐以彌補偶爾的放縱。”在這部影片的明星裡，李說：“這對人分享了一種輕鬆，尖刻的化學反應，特別是里夫斯表現出自己在提供這種充滿膽汁的對話方面有著驚人的技巧。

## 外部連結
- 互联网电影数据库（IMDb）上《婚禮冤家》的资料（英文）
- 爛番茄上《婚禮冤家》的資料（英文）
- Metacritic上《婚禮冤家》的資料（英文）
- AllMovie上《婚禮冤家》的资料（英文）
- 開眼電影網上《婚禮冤家》的資料（繁體中文）
- Yahoo奇摩電影上《婚禮冤家》的資料（繁體中文）
- 时光网上《婚禮冤家》的資料（简体中文）
- 豆瓣电影上《婚禮冤家》的資料 （简体中文）